# Provincia di Lam Dong
Lam Dong (vietnamita: Lâm Đồng) è una provincia del Vietnam, della regione di Tay Nguyen. Occupa una superficie di 9.772,2 km² e ha una popolazione di 1.296.906 abitanti. 
La capitale provinciale è Đà Lạt. 

## Distretti
Di questa provincia fanno parte la città di Đà Lạt, la città di Bảo Lộc e i distretti di:
- Bảo Lâm
- Cát Tiên
- Đạ Huoai
- Đạ Tẻh
- Đam Rông
- Di Linh
- Đơn Dương
- Đức Trọng
- Lạc Dương
- Lâm Hà